# Adrian Aeschbacher
Adrian Aeschbacher (Langenthal, 10 mei 1912 - Zürich, 9 november 2002) was een Zwitsers pianist.
Aeschbacher was een zoon van de bekende koordirigent en componist Carl Aeschbacher. Zijn pianoleraren waren Emil Frey en Volkmar Andreae. Hij zette zijn studie voort bij Artur Schnabel in Berlijn en werd later bekend als uitvoerend solist van de werken van Ludwig van Beethoven, Franz Schubert, Robert Schumann en Johannes Brahms. Aeschbacher trad op in diverse landen en nam platen op van de composities van Othmar Schoeck, Arthur Honegger, Heinrich Sutermeister en Walter Lang. Veel van zijn plaatopnamen zijn te vinden bij het Decca label.